# Мантадор (Північна Дакота)
Мантадор (англ. Mantador) — місто (англ. city) в США, в окрузі Ричленд штату Північна Дакота. Населення — 67 осіб (2020).

## Географія
Мантадор розташований за координатами 46°9′56″ пн. ш. 96°58′40″ зх. д. / 46.16556° пн. ш. 96.97778° зх. д. (46.165473, -96.977837).  За даними Бюро перепису населення США в 2010 році місто мало площу 0,36 км², уся площа — суходіл.

## Демографія
Згідно з переписом 2010 року, у місті мешкали 64 особи в 29 домогосподарствах у складі 19 родин. Густота населення становила 180 осіб/км².  Було 36 помешкань (101/км²).
Расовий склад населення:
| - 92,2 % — білих - 3,1 % — корінних американців - 1,6 % — азіатів |

До двох чи більше рас належало 3,1 %. Частка іспаномовних становила 0,0 % від усіх жителів.
За віковим діапазоном населення розподілялося таким чином: 23,4 % — особи молодші 18 років, 70,3 % — особи у віці 18—64 років, 6,3 % — особи у віці 65 років та старші. Медіана віку мешканця становила 46,0 року. На 100 осіб жіночої статі у місті припадало 100,0 чоловіків;  на 100 жінок у віці від 18 років та старших — 113,0 чоловіків також старших 18 років.
Середній дохід на одне домашнє господарство  становив 53 163 долари США (медіана — 48 750), а середній дохід на одну сім'ю — 55 833 долари (медіана — 48 750). За межею бідності перебувало 19,5 % осіб, у тому числі 90,0 % дітей у віці до 18 років та 40,0 % осіб у віці 65 років та старших.
Цивільне працевлаштоване населення становило 42 особи. Основні галузі зайнятості: мистецтво, розваги та відпочинок — 23,8 %, роздрібна торгівля — 21,4 %, освіта, охорона здоров'я та соціальна допомога — 21,4 %.